# Il pastor fido
Il pastor fido (títol original en italià, en català El pastor confiat i Il pastor fido), Händel-Werke-Verzeichnis 8, és una obra dramaticomusical en tres actes composta  per Georg Friedrich Händel sobre un llibret en italià de Giacomo De Rossi, basat en Il pastor fido de Giovanni Battista Guarini. Es va estrenar el 22 de novembre de 1712 al Her Majesty's Theatre de Ciutat de Westminster.